# 9e régiment d’infanterie
Das  9e régiment d’infanterie, abgekürzt 9e RI war ein Regiment in der französischen Armee, das von 1616 bis 1999 Bestand hatte. Es war eines der Six Grands Vieux der sechs „großen alten Regimenter“  in der Armee des Ancien Régime.
Vor der Einführung der Nummerierung der Regimenter am 1. Januar 1791 führte es in der königlich französischen Armee zuletzt den Namen Régiment de Normandie.

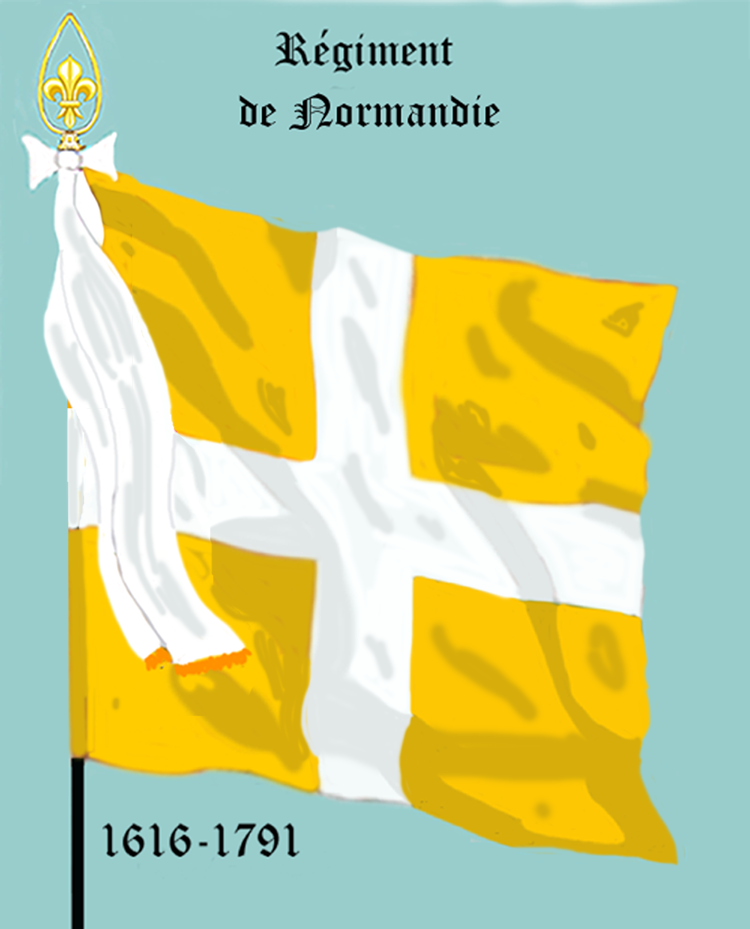
Fahne des Régiment de Normandie (1616–1791)

## Aufstellung und Namensänderungen in chronologischer Reihenfolge
- 1616: Aufgestellt unter dem Namen Régiment de Normandie durch den  Maréchal de France Concini, Marquis d’Ancre[1] aus Teilen der Bandes de Normandie.
- 1776: Aus dem 1. und dem 3. Bataillon wurde das  Régiment de Neustrie aufgestellt.
- 1791: Umbenennung in: 9e régiment d’infanterie de ligne.

- 1793: Erste Heeresreform Das Regiment wurde als 1er bataillon (ci-devant  Normandie) zur 17e demi-brigade de bataille und als 2e bataillon (ci-devant  Normandie) zur 188e demi-brigade de bataille abgestellt. Damit endet zunächst der Regimentsverband und auch die Traditionslinie.

- 1803: Umbenennung der „9e demi-brigade d’infanterie de ligne“[2] in 9e régiment d'infanterie de ligne (de facto Weiterführung der Regimentstradition).

- 1814: Während der Ersten Restauration, erfolgte die Umbenennung in: Régiment de Bourbon.
- 1815: Während der Herrschaft der Hundert Tage, Rückbenennung in: 9e régiment d’infanterie de ligne.
- 16. Juli 1815: Zusammen mit den anderen Verbänden der Napoleonischen Armee wurde das Regiment entlassen.
- 11. August 1815: Aufstellung der 17e légion du Cher und der 34e légion de l’Indre.
- Die beiden unvollständigen Territorial-Legionen wurden unter dem Namen  9e légion du Cher et de l’Indre  zusammengelegt.
- 23. Oktober 1820: Die 9e légion du Cher et de l’Indre wurde in Toulouse zum 9e régiment d’infanterie de ligne.
- Julimonarchie: 9e régiment d’infanterie.
- Zweite Republik und Zweites Kaiserreich:  9e régiment d’infanterie de ligne.
- Während der Dritten Republik wurde es endgültig zum 9e régiment d’infanterie.
- 1914: Bei der Mobilisation stellte es das Reserveregiment „209e régiment d’infanterie“ auf.
- 1929: Auflösung
- 1940: am 1. Juni wieder aufgestellt
- 1940: am 31. Juli wieder aufgelöst
- 1956: Am 1. Juni als „9e régiment de chasseurs parachutistes“[3]  wieder aufgestellt und dem  18e régiment d’infanterie parachutiste de choc. (18. Infanterie Luftlande-Sturmregiment) unterstellt.
- 1999: In das 1er régiment de chasseurs parachutistes eingegliedert.

## Mestres de camp/Colonels
Mestre de camp war von 1569 bis 1661 und von 1730 bis 1780 die Rangbezeichnung für den Regimentsinhaber und/oder für den mit der Führung des Regiments beauftragten Offizier. Die Bezeichnung „Colonel“ wurde von 1721 bis 1730, von 1791 bis 1793 und ab 1803 geführt.
Nach 1791 gab es keine Regimentsinhaber mehr.
Sollte es sich bei dem Mestre de camp/Colonel um eine Person des Hochadels handeln, die an der Führung des Regiments kein Interesse hatte (wie z. B. der König oder die Königin), so wurde das Kommando dem „Mestre de camp lieutenant“ (oder „Mestre de camp en second“) respektive dem „Colonel-lieutenant“ oder „Colonel en second“ überlassen.
- 1616: Comte de la Penne, Sohn von Maréchal Concini, Marquis d’Ancre
- 1617: Mestre de camp Honoré d’Albert
- 1699: Armand Desbordes,  Comte d’Angennes († 1717)
- 15. November 1717: Philippe Charles de La Fare (späterer Maréchal de France)
- 26. Juli 1737: Daniel Marie de Talleyrand, Comte de Grignols (X 9. Mai 1745)
- 11. Mai 1745: Gabriel Marie de Talleyrand, Comte de Grignols (ab 11. Juli 1753 Kommandeur des Régiment du Dauphin cavalerie)
- 26. Juli 1753 bis Februar 1762: Louis Nicolas de Péruse, Marquis d’Escars.
- 1. Februar 1762: Louis de Chastenet, Comte de Puységur
- 1792: Colonel  Jean-François Louis Picault Desdorides
- 1794: Chef de brigade Cardon
- 1796: Chef de brigade Marpete
- 1796: Chef de brigade Simon Lefebvre
- 1799: Chef de brigade Joseph Pepin

(…)
- 1804: Colonel Joseph Pepin (später Général de brigade)
- 1808: Colonel Antoine Gallet
- 1809: Colonel André Gouy
- 1809: Colonel Victor Vautre
- 1813: Colonel Nicolas Broussier
- 1897–1903: Colonel François Léon Faure
- 23. März – 6. November 1914: Colonel Pierre Georges Duport
- Dezember 1916 – Mai 1917: Commandant Castella

Colonels als Regimentskommandeur gefallen oder verwundet (1804–1815):
- Colonel Gallet, gefallen am 6. Juli 1809.
- Colonel Gouy, am 21. Juli 1809 an seinen Verwundungen nach der Schlacht bei Wagram verstorben.
- Colonel Vautre, verwundet am 7. September 1812.
- Colonel Broussier, verwundet am 4. März 1814.

Offiziere des Regiments gefallen oder verwundet (1804–1815):
- gefallen: 24
- an ihren Verwundungen gestorben: 15
- verwundet: 92

## Uniformen der königlichen Armee

Régiment de Normandie
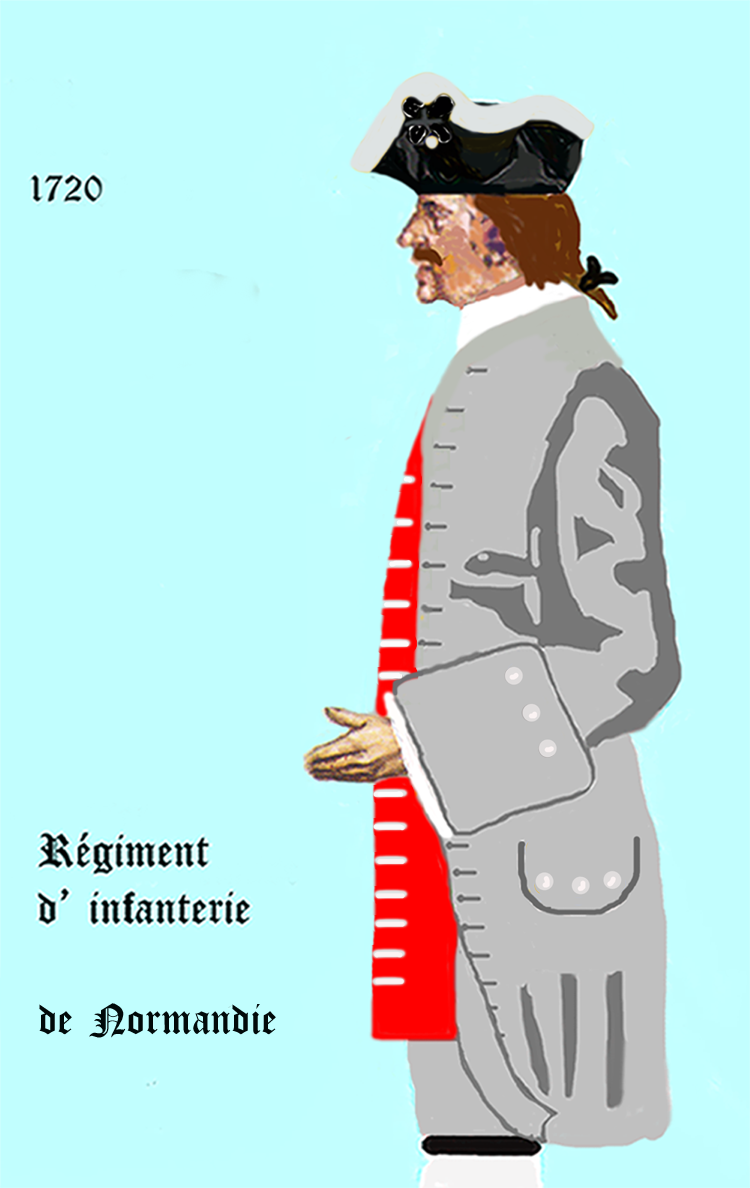
1720 bis 1734
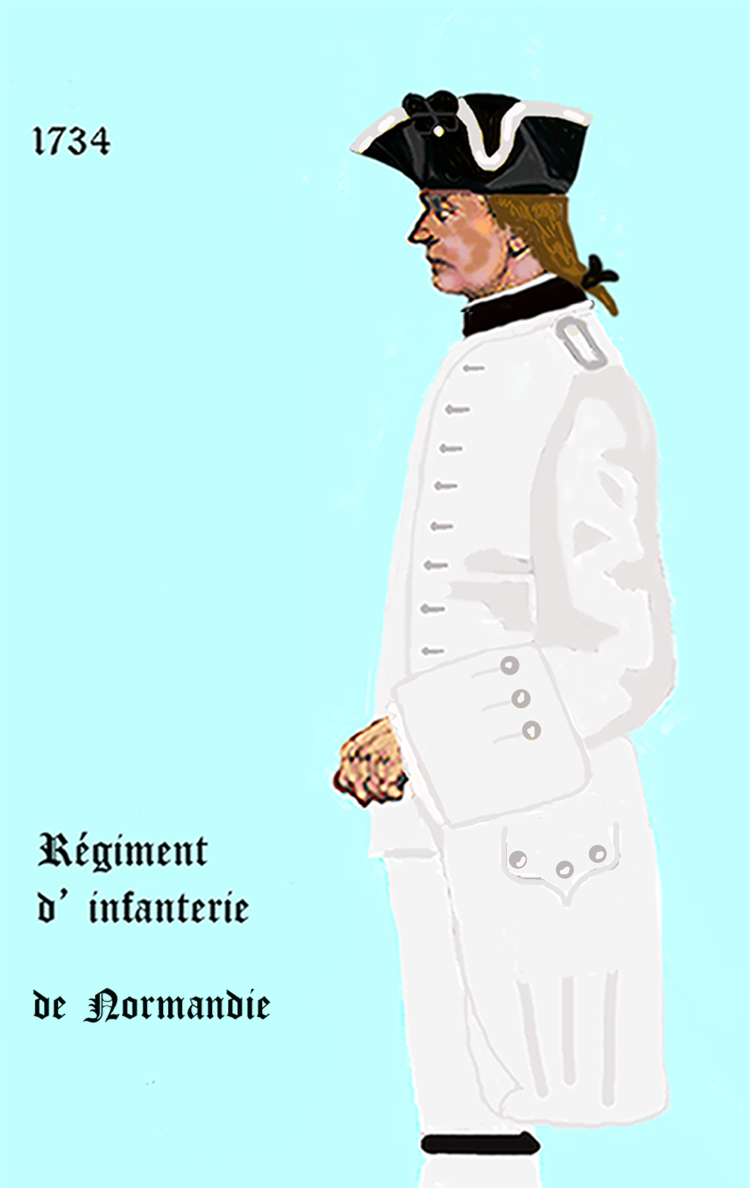
1734 bis 1757
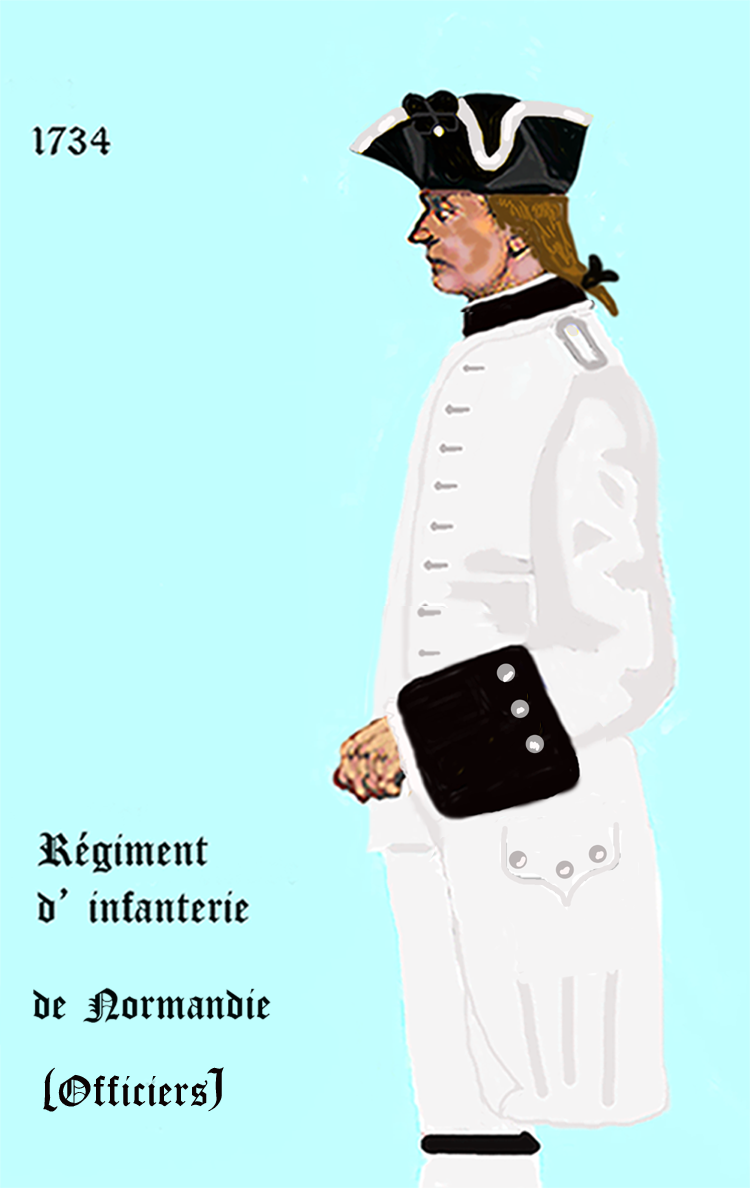
Offizier 1734 bis 1757
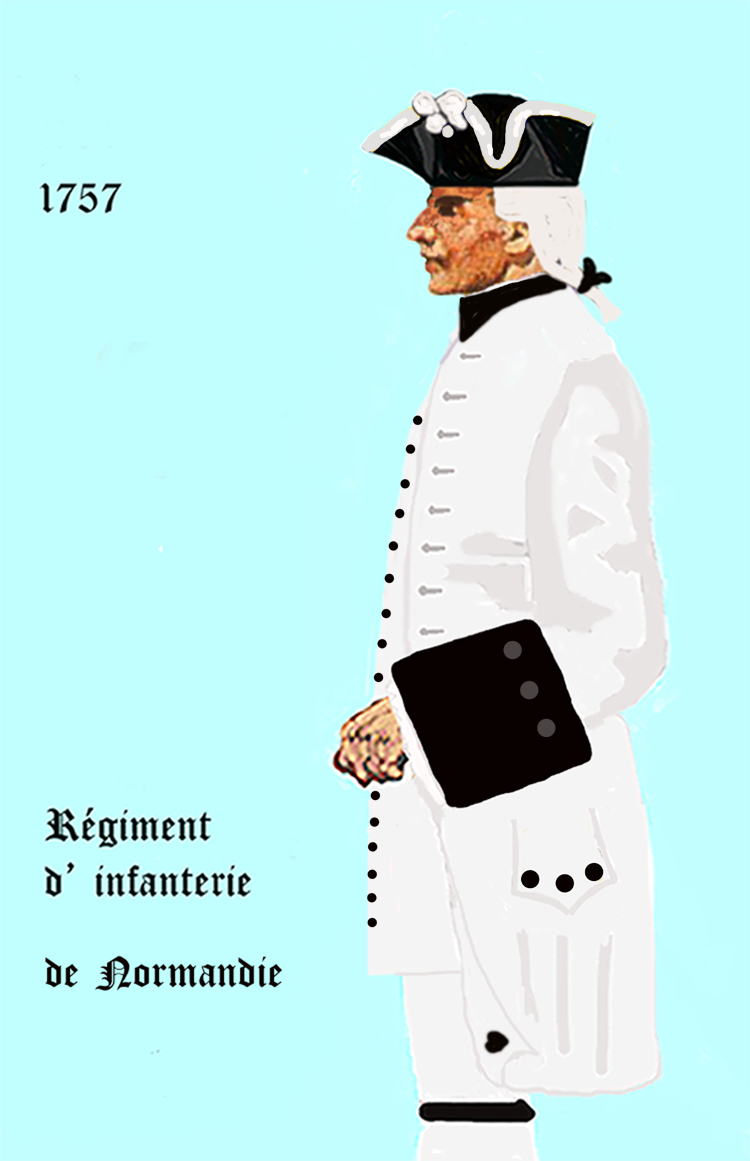
1757 bis 1762
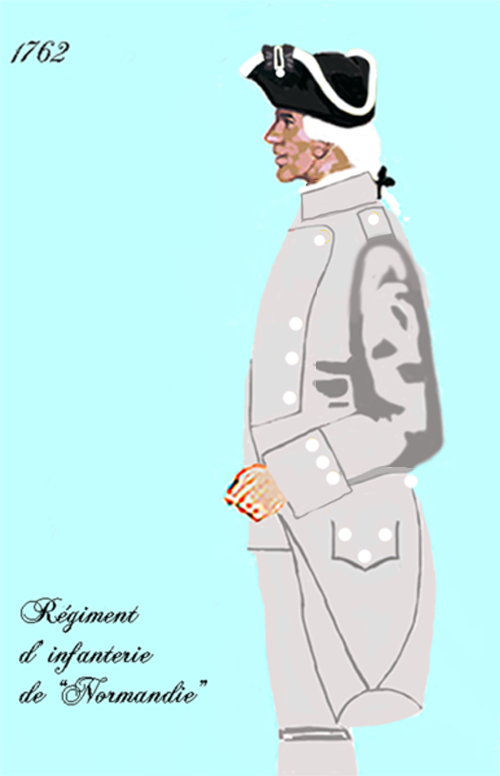
1762 bis 1767
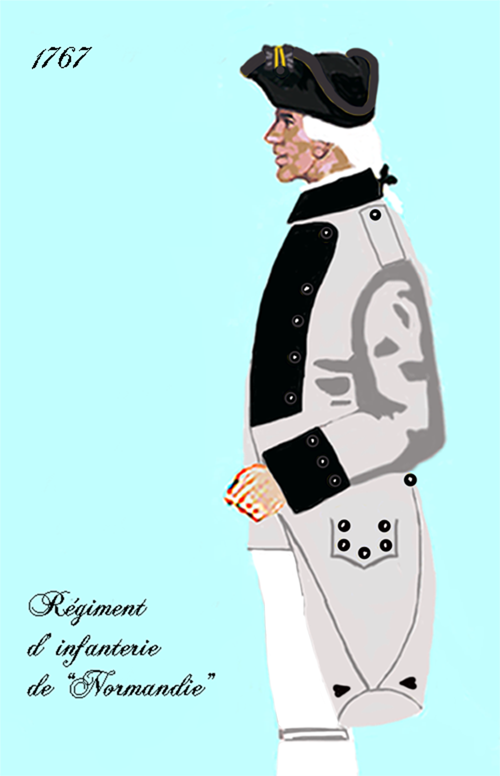
1767 bis 1776
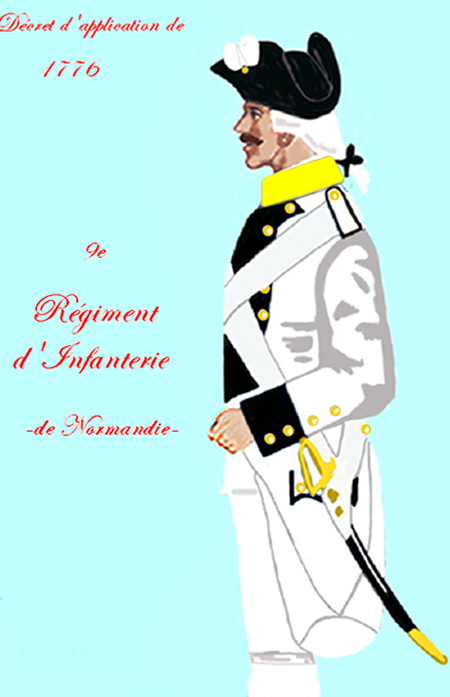
1776 bis 1779
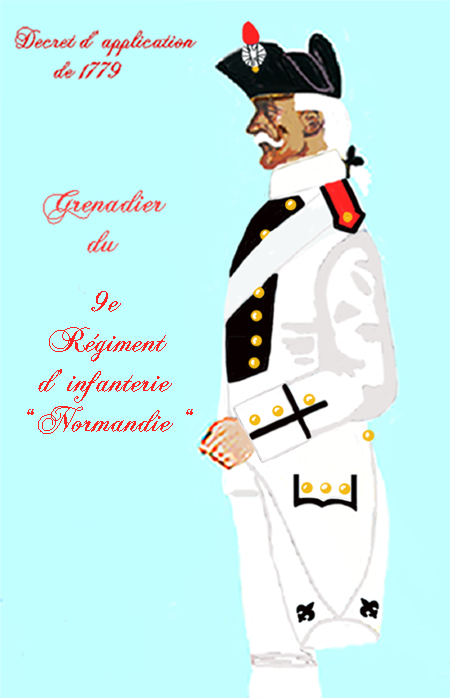
1779 bis 1791
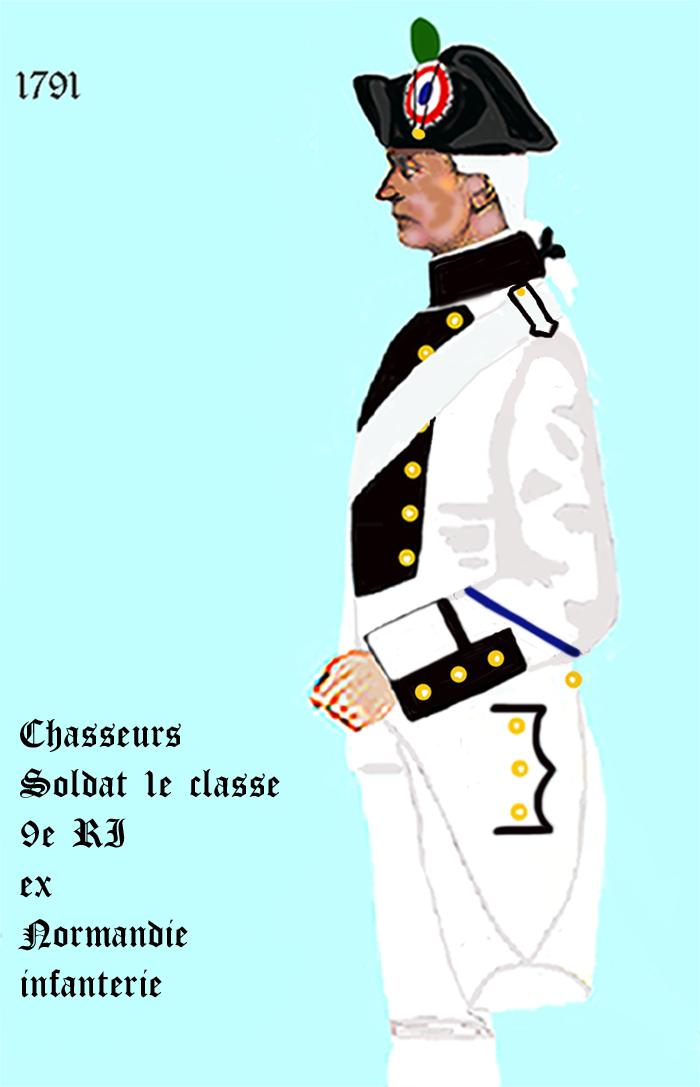
9e régiment d’infanterie de ligne 1791 bis 1793

## Gefechtskalender

### Hugenottenkriege
- 1621: Einsatz bei der Belagerung von Montauban, der Belagerung von Saint-Antonin und der  Belagerung von Saint-Jean-d’Angély.
- 1622: Belagerung von Montpellier

### Französisch-Spanischer Krieg
- 1641: Zusammen mit dem Régiment de Villandry bei der Belagerung von Tortona
- 1656 bis 1658: Am 17. Juli  kämpfte es, zusammen mit dem Régiment d’Orléans und dem Régiment de Champagne beim Angriff auf das feste Schloss von Boraçan. Am 5. August 1658 überwand es, zusammen mit dem Régiment de Montpezat die Gräben bei der Belagerung von Mortara (Lombardei).

### Expedition nach Nordafrika
Am 2. Juli 1664 wurde das, nur noch aus vier Kompanien, bestehende Regiment (nach dem Ende des Krieges gegen Spanien war massiv abgrüstet und Personal reduziert worden) in Toulon eingeschifft. Der Verband stand unter dem Kommando von François de Bourbon-Vendôme, duc de Beaufort und bestand noch aus dem Régiment de Normandie, Régiment de Picardie, Régiment de Navarre und Régiment Royal des Vaisseaux. Am 22. Juni erschien die kleine Flotte an der algerischen Küste und besetzte die Stadt Jijel. Diese Expedition wurde allerdings zu einem totalen Misserfolg. Krankheiten dezimierten die Truppe dermaßen, dass der duc de Beaufort schließlich den Rückzug befehlen musste. Jijel wurde am 5. Oktober verlassen und die Rückfahrt nach Toulon angetreten.
Das Regiment wurde anschließend auf die Antillen verlegt.

### Holländischer Krieg
- 1672: Beginn der Schanzarbeiten bei der Belagerung von Zutphen.

### Spanischer Erbfolgekrieg
- 1709: zusammen mit den Regimentern de La Couronne und Artois war es bei der Bekämpfung irregulärer spanischer Truppen, den sogenannten Miquelets, im Roussillon eingesetzt.
- 1714: am 12. Juli eröffnen der Gräben[4], zusammen mit dem Régiment d’Artois, vor Barcelona

### Österreichischer Erbfolgekrieg (1740–1748)
- 1741: Zwischen Mai und September war das Regiment, zusammen mit dem Régiment de Médoc an den Marschbewegungen zum Entsatz von Prag eingesetzt.
- 1742: Im April marschierte es, zusammen mit dem Régiment de Bretagne nach Bayern und traf am 21. Mai im Feldlager bei Niederaltaich ein.
- 1745: In der Schlacht bei Fontenoy war die Einheit, zusammen mit dem Régiment Royal des Vaisseaux am linken Flügel eingesetzt. Danach kämpfte es bei der Belagerung von Tournai.
- 1746:Teilnahme an der Schlacht bei Roucourt, in der sich „Champagne“ zusammen mit dem Régiment Royal-Suédois beim Angriff auf das Dorf Ance auszeichnen konnte.

### Siebenjähriger Krieg
- 1749 bis 1760: Stand das Regiment in verschiedenen festen Plätzen in Französisch-Flandern und im Artois.
- 1760: Feldzug in Deutschland in der Armee von Maréchal de Castrie.

Am 16. Oktober 1760 war das Regiment am Sieg in der Schlacht bei Kloster Kampen über die britisch-hannoverschen Truppen beteiligt, die daraufhin die Belagerung von Wesel aufgeben mussten. Allerdings verlor es seine Fahne an die britische Kavallerie.
- 1761: Teil des Corps des Comte de Stainville, das im Dezember die Nachhut bildete. Danach kehrte es zum Garnisonsdienst in die Normandie zurück.

### Kriege der Revolution und des Ersten Kaiserreichs
- 1791: Wurden die fünf alten Regimenter (cinq „vieux corps“) aufgeteilt und umbenannt. Das bisherige Regiment Normandie wurde zum 9e régiment d’infanterie und nach Saint-Domingue verlegt.
- 1791: Kämpfe während der Haitianischen Revolution
- 1793: Belagerung von Mainz

Zwischen 1794 und 1803 gab es auf Grund der Premier amalgame kein 9. Infanterieregiment
- 1805: Gefecht bei Hollabrunn, Schlacht bei Caldiero, Schlacht bei Austerlitz
- 1809: Venzone, Schlacht bei Sacile, Schlacht an der Piave, Schlacht bei Raab,

Schlacht bei Wagram
- 1812: Russlandfeldzug 1812

25. und 27. Juli: Schlacht bei Ostrowno,
Schlacht an der Beresina,
Schlacht bei Malojaroslawez,
Schlacht bei Wjasma,
in Dorogobusch
Schlacht bei Krasnoje
- 1813:

Kämpfe bei Venzone, und  Bassano del Grappa
- 1814:

Schlacht am Mincio
Kämpfe in Parma
- 1815:

Aufklärungskorps im Département Var

### Restauration
- 1823: Französische Invasion in Spanien
- 1847–1852: Eroberung von Algerien
- 1855: Teilnahme am Krimkrieg – Belagerung von Sewastopol
- 1859–1863: erneut in Algerien

### Zweites Kaiserreich
Am 1. August 1870 war das Regiment unter Colonel Roux der Armée du Rhin zugeteilt. Zusammen mit dem 14e régiment d’infanterie  formierte es die 1. Brigade unter Befehl von Général Noël (später Général Archinard), die, zusammen mit der 2. Brigade, zwei Vierpfünder Artilleriebatterien, einer Mitrailleusekompanie und einer Pionierkompanie, die 2. Infanteriedivision unter Général de division Bisson bildete. Die Division gehörte zum 6. Armeekorps von Maréchal Certain-Canrobert.
- Schlacht bei Gravelotte
- Am 16. August 1870 wurde vom 4. Bataillon aus ankommenden Reservisten und Überzähligen das „5e régiment de marche“ (dt.: 5. Marschregiment) gebildet. Es gehörte zur 1. Brigade der 1. Division im 13. Armeekorps.[5]

Das Regiment wurde in diesem Krieg vernichtet.

### Dritte Republik
- 1871: In Limoges wurde das Regiment wieder aufgestellt und zur Unterdrückung der Pariser Kommune eingesetzt.[6]
- 1882: Einsatz in Tunesien
- 1895 Einsatz in Madagaskar

### Erster Weltkrieg

#### 1914
Garnison: Agen
Von August 1914 bis November 1918 gehörte das Regiment zur „33e division d’infanterie“ (dt.: 33. Infanteriedivision)
- 22:August:  Kämpfe bei Forêt de Luchy und an der Maas.
- 5. – 12. September: Erste Marneschlacht
- Schlacht in der Champagne:
  - 20. Dezember: Kämpfe bei les Hurlus
  - 28. Dezember: Stellungskämpfe im Tranchée Blanche

#### 1915
- Schlacht im  Artois: Im September bei Vimy

#### 1916
- Schlacht um Verdun

#### 1917
- Stellungskämpfe an der Marne bei Moronvilliers und Le Téton

#### 1918
- Zweite Marneschlacht vom 15. bis 31. Juli
- Kämpfe an der Ailette
- Kämpfe an der Oise bei Origny-Sainte-Benoîte und Mont d’Origny

### Zwischenkriegszeit
- Vor der Auflösung 1929 war das Regiment von 1925 bis 1926 noch im Libanon und in Syrien eingesetzt.

### Zweiter Weltkrieg
- Am 1. Juni 1940 wurde das Regiment aus dem Personalbestand des „Groupement d’unités d’instruction n°11“ (dt.: 11. Gruppe der Ausbildungseinheiten) durch das  „Centre mobilisateur d’infanterie 112“; Typ Réserve A aufgestellt. Es bestand aus drei Bataillonen, die 14. Kompanie war als Divisions-Panzerjägerkompanie ausgerüstet. Das Regiment war der „235. Leichten Infanteriedivision“ zugeteilt und war nicht in Kampfhandlungen verwickelt. Es wurde bereits am Ende des gleichen Monats wieder aufgelöst.

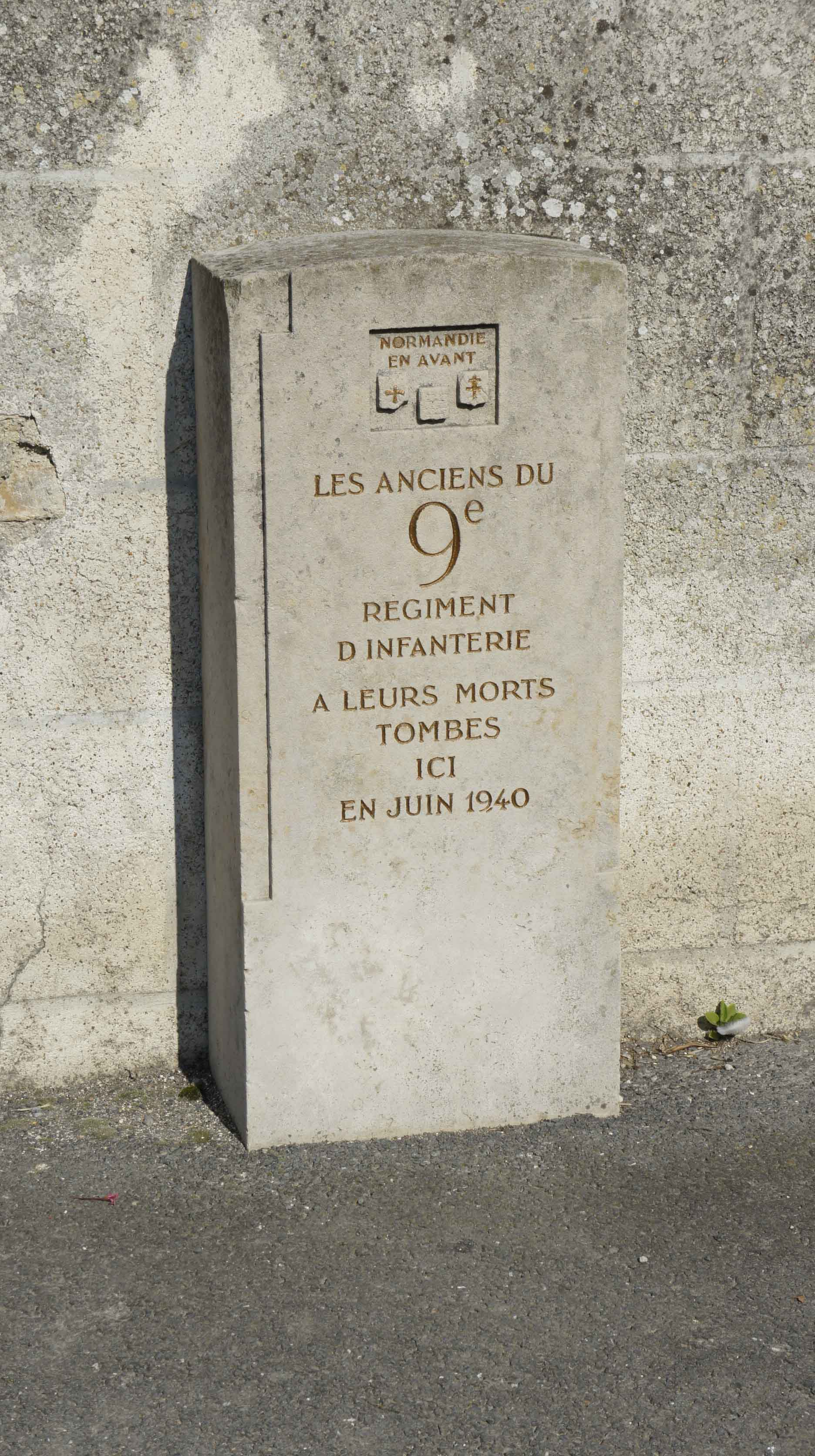
Denkmal für die Gefallenen des Regiments in Saint-Masmes (nördlich von Reims)

### Nachkriegszeit
- Am 1. Juni 1956 wurde es als 9. Fallschirmjägerregiment wieder aufgestellt und in Algerien eingesetzt.

### Regimentsfahne des 9eRI

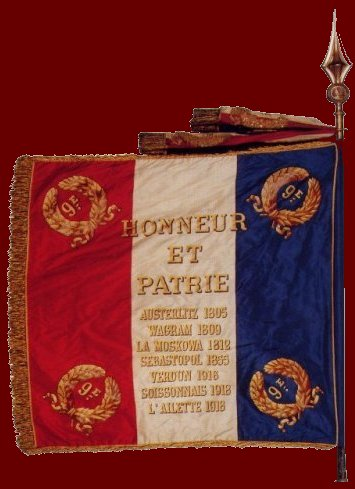
Fahne des Regiments

Auf der Rückseite der Regimentsfahne sind (seit Napoleonischer Zeit) in goldenen Lettern die Feldzüge und Schlachten aufgeführt, an denen das Regiment ruhmvoll teilgenommen hat.
- Inschriften

Austerlitz 1805
Wagram 1809
La Moskova 1812
Sébastopol 1856
Verdun 1916
Soissonnais 1918
L’Ailette 1918
AFN 1952–1962

### Auszeichnungen
Das Fahnenband ist mit dem Croix de guerre 1914–1918 mit drei Palmenzweigen für ehrenvollen Erwähnungen im Tagesbefehl der Armee, einem vergoldeten Stern für eine ehrenvolle Erwähnung im Tagesbefehl des Armeekorps und einem versilberten Stern für eine ehrenvollen Erwähnung im Tagesbefehl der Division dekoriert. Des Weiteren wurde dem Regiment für die Teilnahme an der Schlacht bei Solferino die Goldmedaille der Stadt Mailand verliehen.

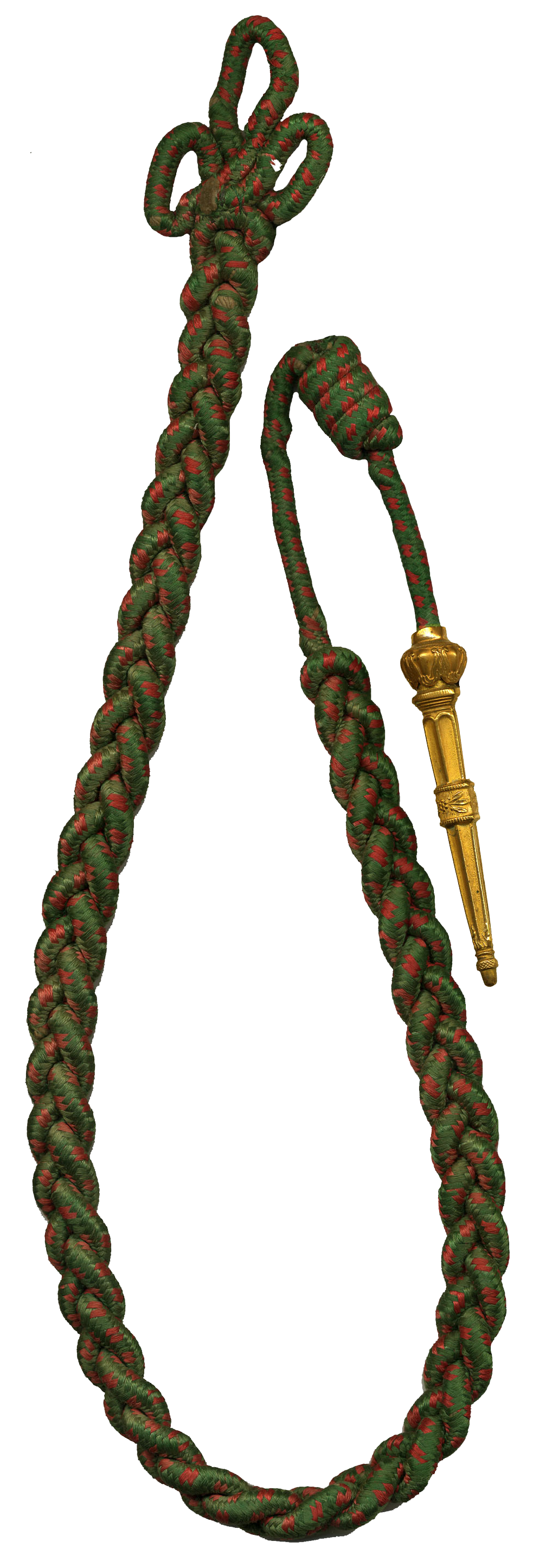
Fourragère des Croix de guerre
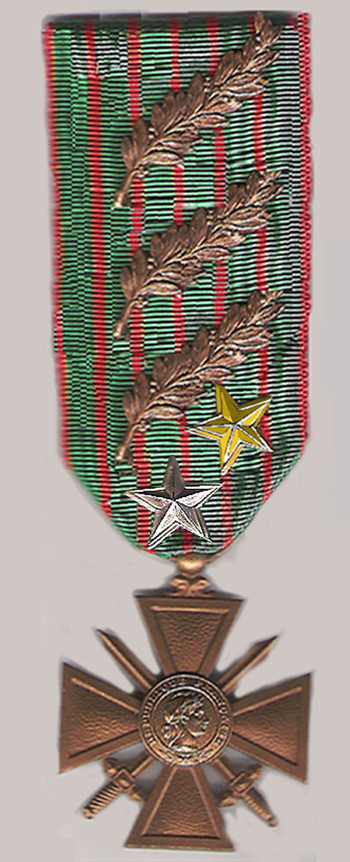
Croix de guerre 1914–1918 mit drei Palmenzweigen, einem goldenen Stern und einem silbernen Stern
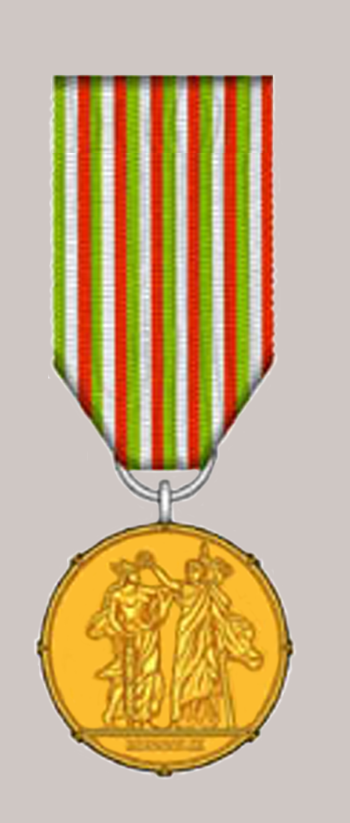
Goldmedaille der Stadt Mailand

Die Angehörigen des Regiments hatten (bzw. haben) das Recht die Fourragère des Croix de guerre 1914–1918 zu tragen.